# 53 Baza Rakietowa (Chiny)
53 Baza Rakietowa – związek taktyczno-operacyjny Chińskiej Armii Ludowo-Wyzwoleńczej.

## Charakterystyka
53 Baza Rakietowa, będąca odpowiednikiem rosyjskiej armii rakietowej, rozwinięta jest w południowo-zachodniej części Chin w Kunming. Jej zadaniem jest utrzymanie chińskiego potencjału jądrowego w gotowości do użycia, wykonanie kontrataków nuklearnych oraz demonstrowanie polityki odstraszania  na kierunku indyjskim i południowym.
W swoim składzie posiada strategiczne i taktyczne środki jądrowe, konwencjonalne siły rakietowe, jednostki łączności, rozpoznania, logistyki i walki elektronicznej.

## Struktura organizacyjna
Baza w swojej strukturze posiada brygady rakietowe oraz bataliony i jednostki zabezpieczenia.
- dowództwo bazy
- 802 Brygada Rakietowa w Jianshui/Kunming[a]
- 808 Brygada Rakietowa w Chuxiong[a]
- 821 Brygada Rakietowa w Luorong[b]